# Амалия фон Хесен-Хомбург
Христиана Амалия фон Хесен-Хомбург (на немски: Christiane Amalie von Hessen-Homburg; * 29 юни 1774 в Хомбург; † 3 февруари 1846 в Десау) е принцеса от ландграфство Хесен-Хомбург и чрез женитба наследствена принцеса на княжество Анхалт-Десау.
Тя е дъщеря на ландграф Фридрих V фон Хесен-Хомбург (1748–1820) и съпругата му Каролина фон Хесен-Дармщат (1746–1821), дъщеря на ландграф Лудвиг IX фон Хесен-Дармщат. 
Амалия се омъжва на 12 юни 1792 г. в Хомбург за наследствения принц на княжество Анхалт-Десау Фридрих (1769–1814) от фамилията Аскани, единственият син на княз Леополд III фон Анхалт-Десау (1740–1817) и съпругата му принцеса Луиза фон Бранденбург-Шведт (1750–1811).

## Деца
Амалия и Фридрих имат децата:
- Августа (1793–1854)

∞ 1816 княз Фридрих Гюнтер фон Шварцбург-Рудолщат (1793–1867)
- Леополд IV Фридрих (1794–1871), херцог на Анхалт

∞ 1818 принцеса Фридерика Пруска (1796–1850)
- Георг (1796–1865)

∞ 1. 1825 принцеса Каролина фон Шварцург-Рудолщат (1804–1829)
∞ 2. 1831 (морганатично) Тереза Емма фон Ердмансдорф (1807–1848), графиня на Рейна 1831
- Паул (*/† 1797)
- Луиза (1798–1858)

∞ 1818 ландграф Густав фон Хесен-Хомбург (1781–1848)
- Фридрих Август (1799–1864)

∞ 1832 принцеса Мария фон Хесен-Касел (1814–1895)
- Вилхелм (1807–1864)

∞ 1840 морганатично Емилия Клауснитцер (1812–1888), фрайфрау фон Щолценберг 1842